# 仙台堀川

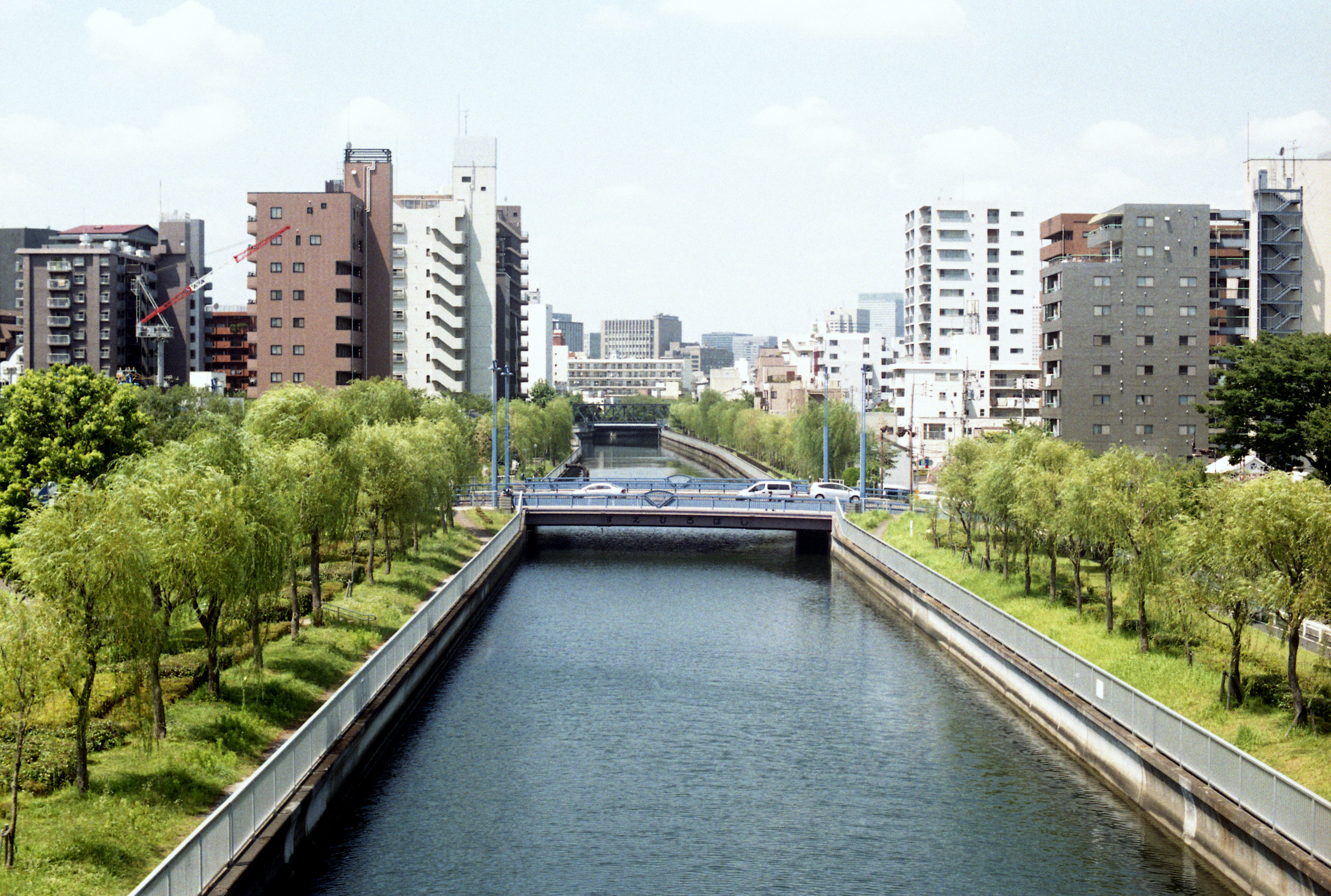
仙台堀川

仙台堀川（せんだいぼりがわ）は、東京都江東区を流れる河川。旧中川と隅田川を結ぶ運河のひとつである。

## 地理
仙台堀川は、東京都江東区木場付近の大横川付近の西部と東部河川態様は全く異なる。大横川西部では河川水面は、海水面と同じ水位であり、途中、平久川と大島川西支川を分け、江東区清澄付近で隅田川に合流する。合流する手前には清澄排水機場がある。大横川東部では、堰き止められ海水面より水位が低くなっており、埋め立てられて、仙台堀川親水公園となっている。

## 歴史
江戸時代（寛永以後）に開削し、運河として利用されてきた。さらに横十間川より上流を明治以降に延長した。昭和になり工業地帯として発達すると地下水の汲み上げによる激しい地盤沈下がおこり、水害が頻発するようになった。この治水のため1982年にゼロメートル地帯の、おおむね木場公園から東部の区間を堰き止めて、常時排水機場から排水することにより水位を下げ、埋め立てて仙台堀川親水公園として整備した。

## 名称の由来
北岸にあった仙台藩邸の蔵屋敷に米などの特産物を運び入れたことに由来する。「仙台堀」とも呼ばれていた。以前は砂町運河（小名木川～横十間川間）、十間川（横十間川～大横川間）、仙台堀川（大横川～隅田川間）と分けられていたが、1965年の河川法改正により一つにまとめられた。かつて大横川と交差する付近は三十間川との名称でも親しまれていた。

## 河川施設
仙台堀川親水公園
小名木川と接する桜井橋から江東区道大門通石住橋付近までの3.6kmの区間。愛称は「区民の森」。旧境川橋付近より北側は、桜の季節になると出店も多く見物客で賑わう。サイフォンなどで公園内に通水しているため塩辛く、ハゼも泳いでいる。

## 橋梁
仙台堀川親水公園内
旧桜井橋 - 旧松本橋 - 旧境川橋 - 砂町橋 - 旧福島橋 - 弾正橋 - 松島橋 - 尾高橋 - 豊住橋 - 千田橋 - 石住橋
仙台堀川
崎川橋 - 木場公園大橋 - 末広橋 - 亀久橋 - 木更木橋 - 海辺橋 - 清澄橋 - 清川橋 - 旧上之橋 - 隅田川テラス